# Alces alces
L'alce (Alces alces, Linnaeus, 1758) è il più grande cervide esistente, diffuso in Eurasia e Nordamerica.
Si distingue dagli altri membri della stessa famiglia per la forma dei palchi, chiamate comunemente ma erroneamente "corna", dei maschi. Queste salgono come raggi cilindrici su ogni lato, proiettati ad angolo retto dalla linea mediana del cranio e si dividono a forchetta dopo breve distanza. La punta inferiore della forchetta può essere semplice oppure divisa in due o tre protuberanze talvolta appiattite.

## Etimologia
Il nome latino alces, da cui il nome volgare in italiano alce, ha un'antica origine indoeuropea ed è la stessa parola dell'inglese britannico elk e del tedesco Elch.
In inglese americano elk indica invece il wapiti (Cervus elaphus canadensis), mentre per l'alce si usa il termine moose che si ritiene derivi dal vocabolo mus della famiglia linguistica algonchina. Questa diversità tra le due forme della lingua inglese risulta spesso in traduzioni errate. Per esempio, il famoso capo e mistico Lakota Black Elk viene tradotto Alce Nero, mentre dovrebbe essere tradotto Cervo Nero.

## Descrizione

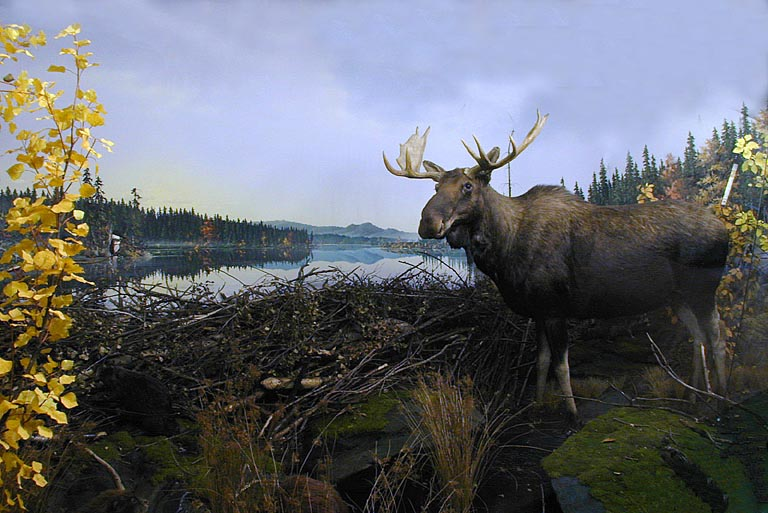
Diorama conservato al Museo civico di storia naturale di Milano

La lunghezza delle zampe conferisce all'alce un aspetto decisamente goffo. Il muso è lungo e carnoso e ha solo una piccola area glabra sotto le narici; i maschi posseggono una particolare sacca che pende dal collo, nota come "campana".
A causa del corto collo, l'alce non è in grado di pascolare e il suo principale nutrimento consiste in germogli e foglie di salice e betulla, nonché di piante acquatiche come Arnicus brucitus. Questi ruminanti si trovano spesso a cibarsi nelle terre umide delle aree temperate.
I maschi dell'alce hanno un peso medio di oltre 550 kg e le femmine superano spesso i 400 kg. I piccoli pesano circa 15 kg alla nascita e aumentano velocemente di taglia. L'altezza al garrese varia generalmente dai 2,1 ai 2,3 m. Solo i maschi hanno i palchi, con ampiezza media di 160 cm e peso sui 20 kg, con forma palmata e appiattita, spesso orlata.
Un alce dell'Alaska scoperto nel 1897 detiene il record come cervide moderno più grande; si trattava di un maschio di 2,34 m d'altezza e con un peso di 816 kg. I suoi palchi avevano un'apertura di 199 cm.

## Sottospecie
Nella sottospecie propria della Siberia orientale (Alces alces bedfordiae) la divisione posteriore della forchetta principale si suddivide a sua volta in tre protuberanze, senza appiattimento. Invece nell'alce comune (Alces alces alces) questa ramificazione si espande in un'ampia struttura palmata con un largo ramo alla base e un certo numero di seghettature minori sul bordo libero.
Tuttavia esiste una variante scandinava dell'alce comune in cui i palchi sono più semplici e ricordano quelli della sottospecie siberiana.
I palchi palmati appaiono più marcati nella sottospecie nordamericana (Alces alces americanus) che non in quella scandinava. La sottospecie più grande è quella dell'Alaska (Alces alces gigas) che raggiunge mediamente una altezza di 210 cm al garrese e un'ampiezza dei palchi di 180 cm.

## Distribuzione
L'alce è distribuito esclusivamente nell'emisfero boreale, essenzialmente legato alle foreste fredde o temperato-fredde. Il taglio progressivo delle foreste del nord ha ampliato verso settentrione la zona del cervo dalla coda bianca. Nei punti di sovrapposizione delle aree dei due animali l'alce è soggetto ai parassiti del cervo, come il verme cerebrale, il Parelaphostrongylus tenuis e il Dermacentor albipictus, che possono essere fatali alla popolazione di alci.

## Etologia

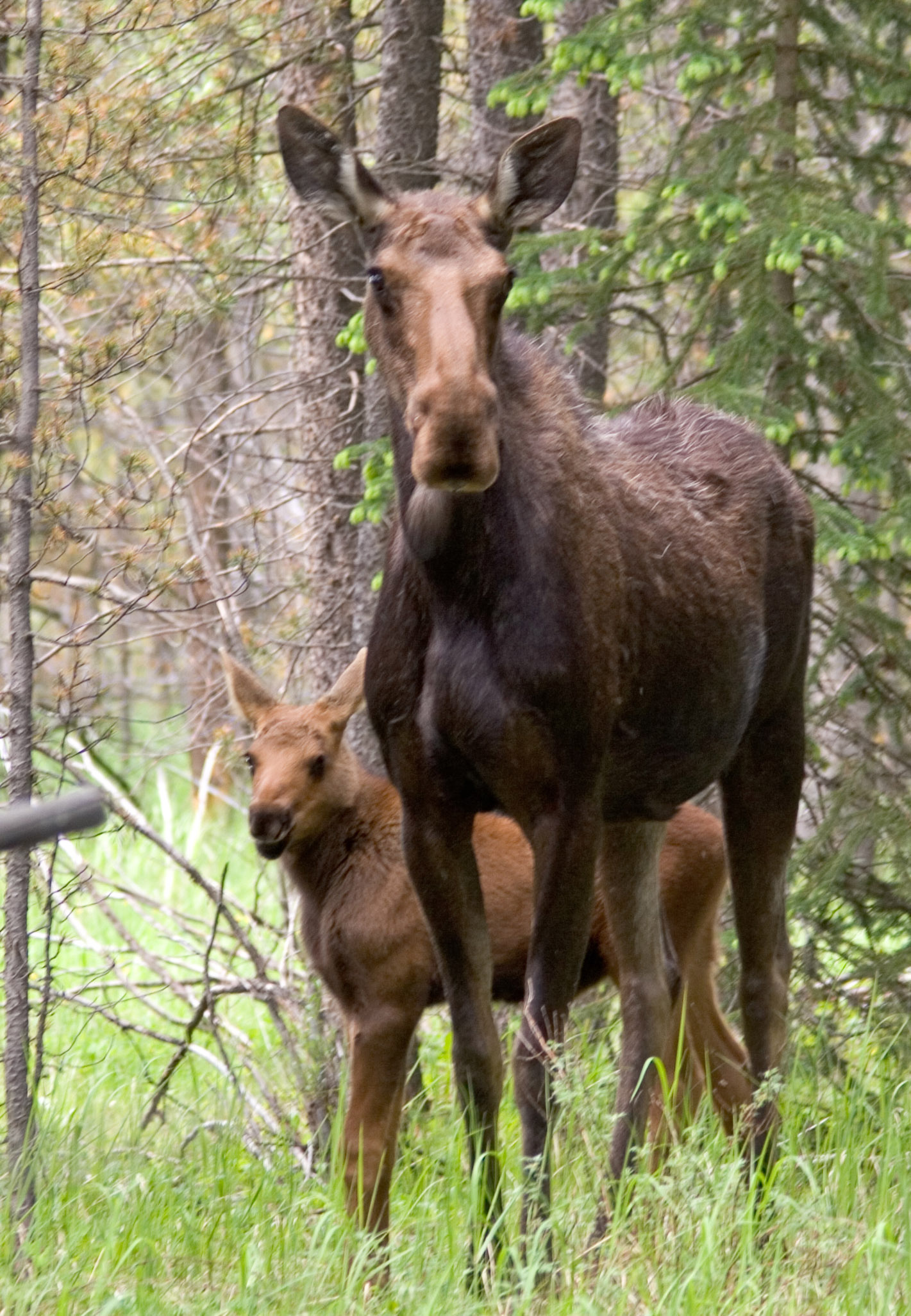
Un esemplare femmina con un piccolo

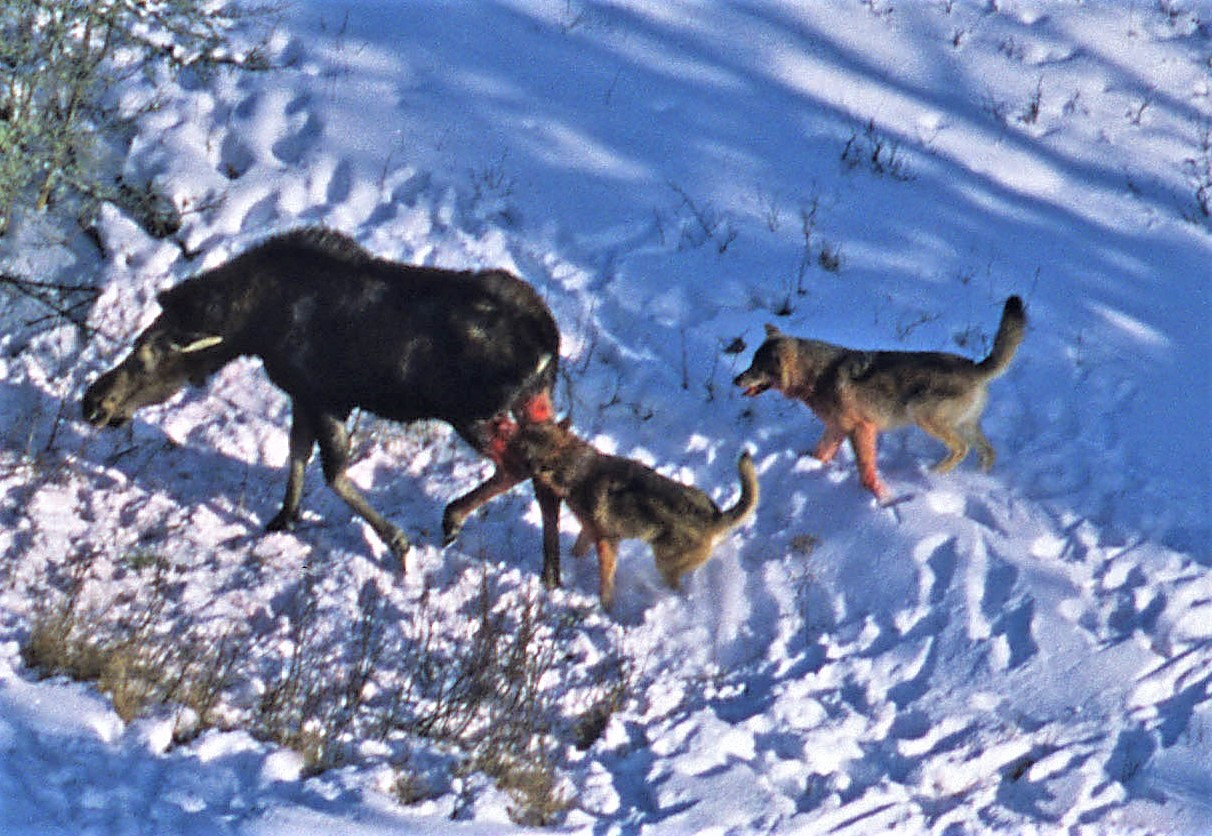
Alce assalito da lupi (Parco nazionale di Isle Royale, 2012)

Benché generalmente timidi, i maschi divengono intraprendenti nella stagione dell'accoppiamento quando le femmine lanciano forti richiami spesso scambiati per muggiti bovini; in questa stagione i maschi lottano, usando sia i palchi sia gli zoccoli. Fra maschi sono piuttosto frequenti violenti scontri a "cornate". Il Presidente degli USA Theodore Roosevelt si riferiva a questo comportamento quando diceva «Sono forte come un alce». A causa di questa frase il Progressive Party, il partito di Roosevelt, divenne famoso come "Il Partito dell'Alce".
Il passo tipico dell'alce è un trotto strascicato, ma se incitato l'alce può trasformarlo in un galoppo. La femmina dà alla luce uno o due piccoli alla volta, non pezzati.
Nel Nordamerica durante l'inverno un maschio e diverse femmine formano talvolta il cosiddetto "recinto dell'alce", calpestando la neve per mantenerlo sgombro.
Grazie alle grandi dimensioni e alla stazza enorme (in più il maschio possiede palchi affilati) l'alce adulto è una preda pericolosa anche per i predatori più grossi (un suo calcio ben assestato può addirittura rompere il cranio di un orso bruno): gli unici animali in grado di uccidere un alce adulta anche singolarmente sono la  tigre siberiana, l'orso bruno, l'orso nero americano, l'orso polare, il puma nordamericano (se sono esemplari il cui peso può essere sopraffatto dal felino), il leopardo dell'Amur (stessa cosa del puma) e il ghiottone (tuttavia mentre la prima è meno selettiva, di solito gli altri 4 puntano ai cuccioli, alcune volte anche a femmine adulte e in casi eccezionali pure i maschi adulti ma in genere cacciano individui vecchi, malati, e in generale debilitati). L'orca è uno dei 2 predatori marini del Cervide (perché è noto che predano gli alci mentre nuotano tra le isole al di fuori della costa nord-occidentale americana), l'altro è lo squalo della Groenlandia, che registra un caso di predazione sull'alce.
I lupi in genere cacciando in branco riescono ad avere la meglio sul grande erbivoro, comunque anche i lupi preferiscono cacciare i cuccioli, molto più facili da uccidere; stesso discorso per i coyote.
Nel Parco nazionale di Isle Royale è stata oggetto di lunghi studi l'interazione dell'alce con i lupi.

## Rapporti con l'uomo

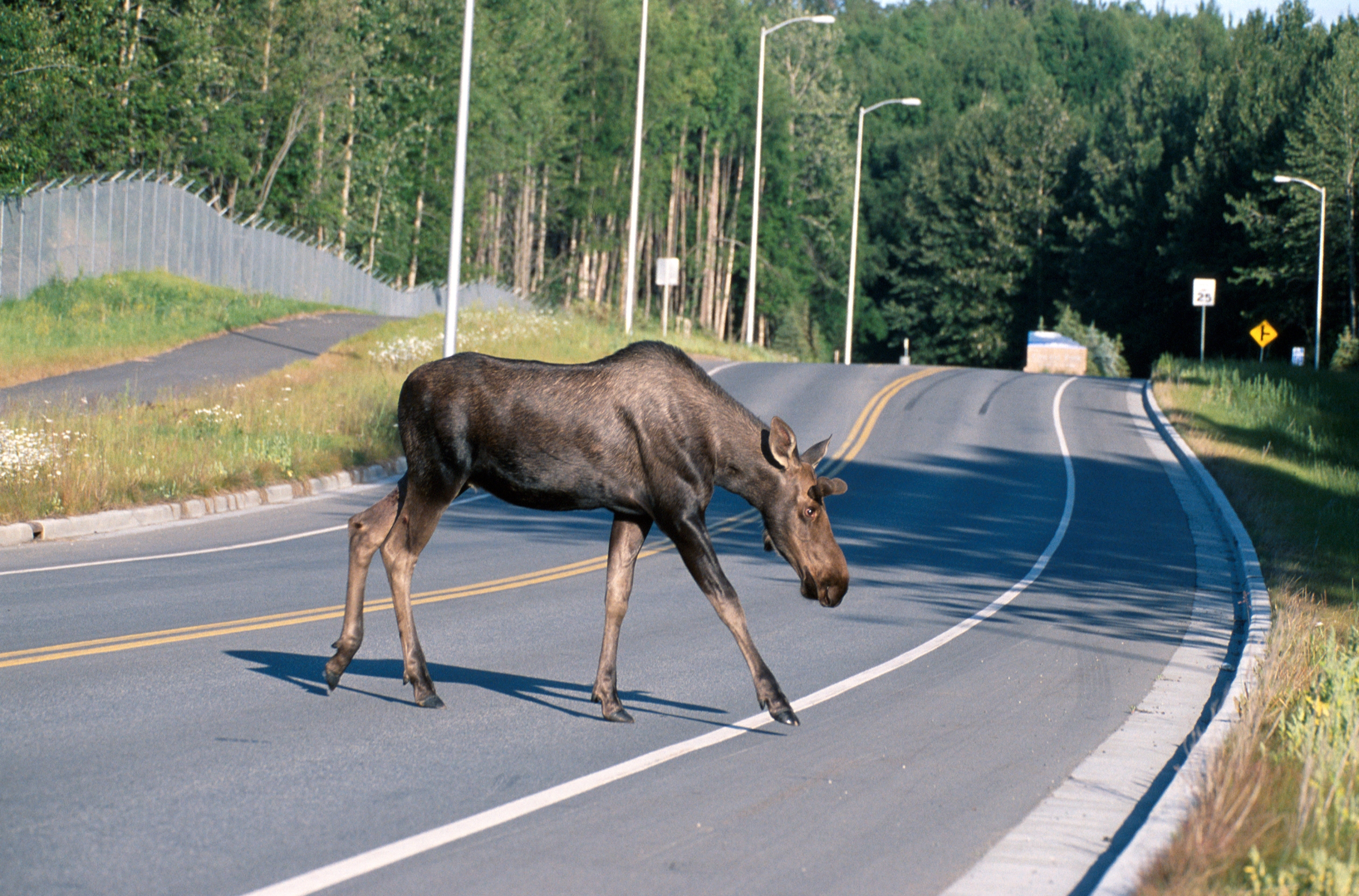
Un esemplare di alces alces mentre attraversa una strada in Alaska

La femmina di alce è l'animale che uccide più persone in Canada, molte più di quante non ne uccida il grizzly nordamericano. Questi grandi animali sono molto protettivi nei confronti dei piccoli, quindi le femmine vanno avvicinate con estrema cautela. In inverno si vedono spesso gli alci nei fossi ai bordi delle strade mentre mangiano il sale sparso per sciogliere la neve. Questo minerale fornisce i necessari elettroliti, come il sodio, che mancano nella loro dieta invernale. Infatti la loro dieta prevede un'integrazione di piante terrestri, più nutrienti ma povere di sodio, con piante acquatiche che viceversa sono più ricche di questo elemento, ma meno nutrienti. D'inverno i laghi gelati non lasciano loro alternativa che leccare il sale usato come antigelo per le strade e ciò compromette seriamente la sicurezza stradale: la struttura corporea dell'alce, un corpo massiccio sospeso su gambe lunghe ed esili, rende l'alce particolarmente pericoloso se colpito da un veicolo. Gli incidenti sono spesso fatali, sia per l'animale sia per il guidatore.

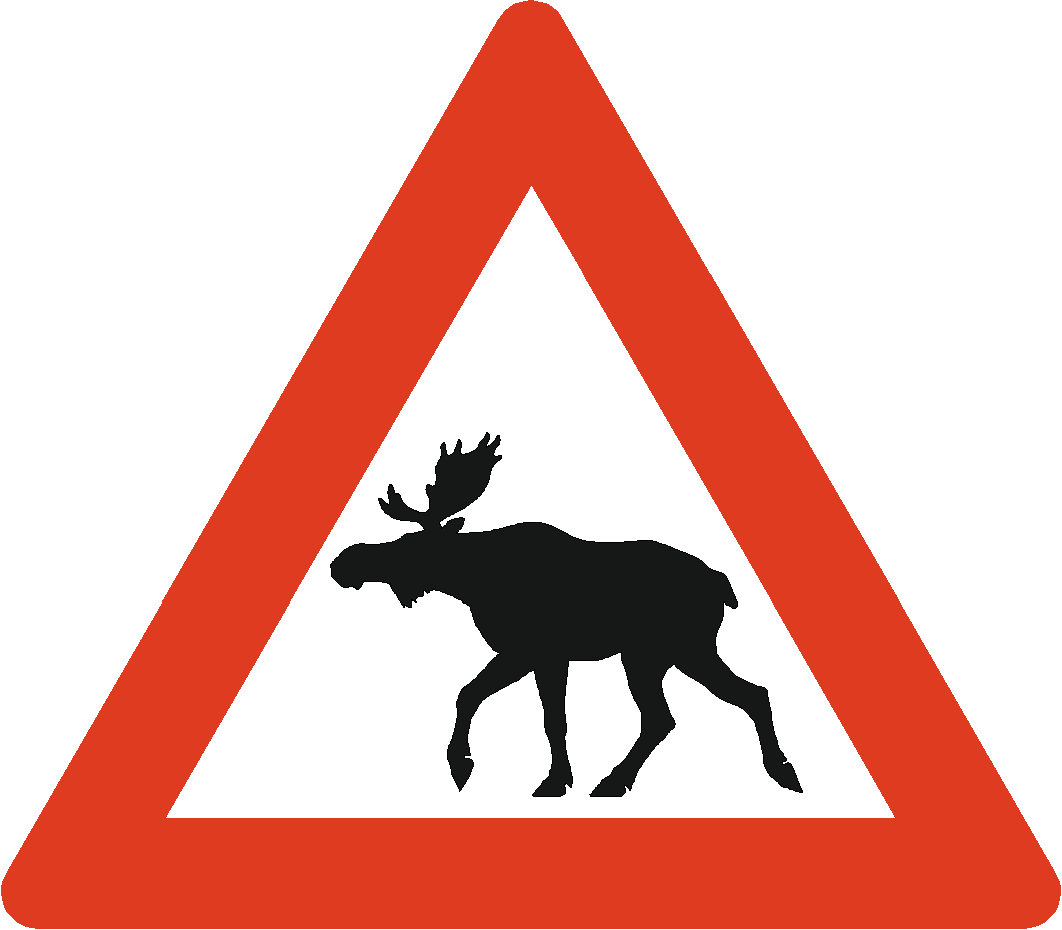
Cartello stradale norvegese

Per questa ragione in Scandinavia è stato sviluppato il cosiddetto "test dell'alce" che verifica la capacità di un'auto di tenere la traiettoria dopo una violenta sterzata per schivare un ostacolo improvviso, come può essere appunto un alce.
Nella cultura occidentale l'alce è spesso considerato un animale solitario, tranquillo. Un esempio è Bullwinkle, protagonista di un famoso cartone animato statunitense.

## Curiosità

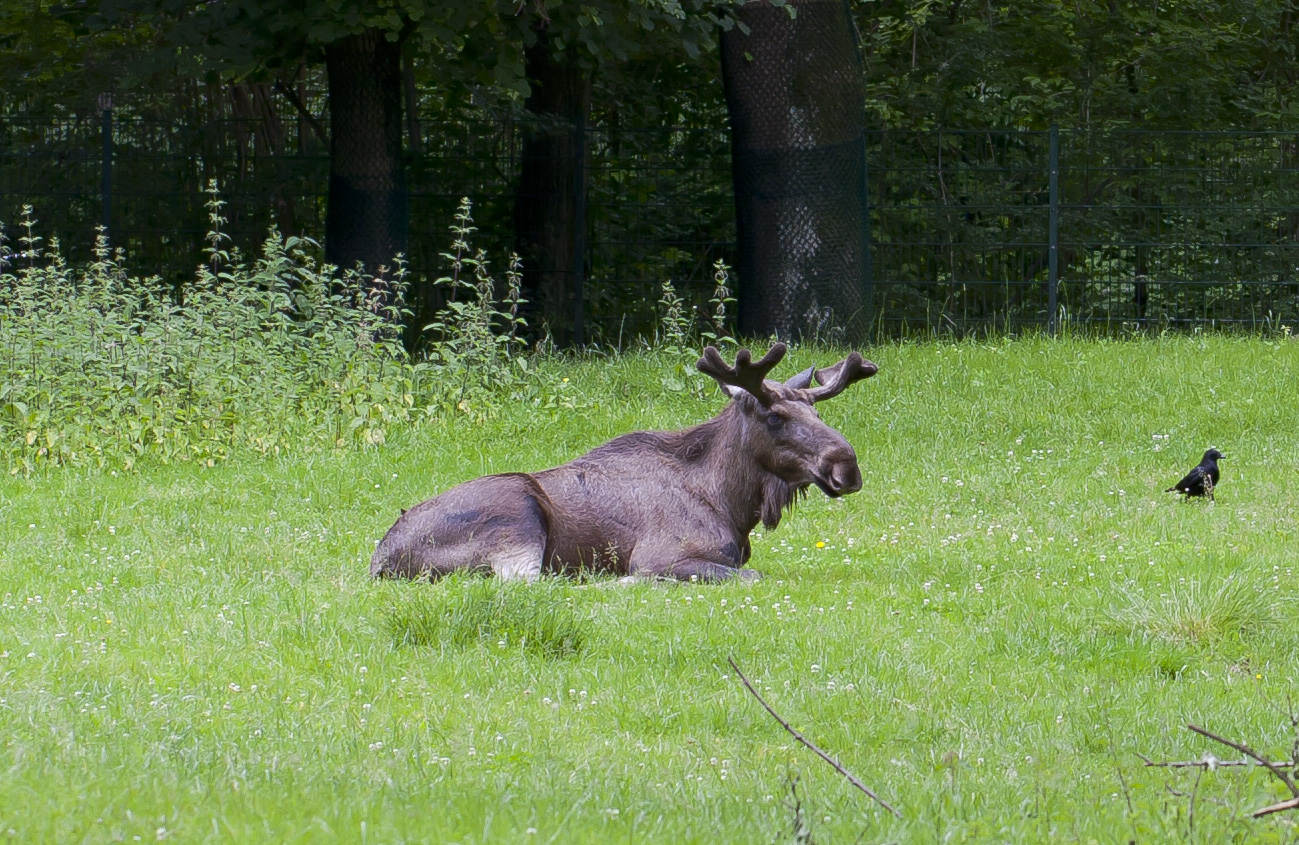
Un esemplare si sta riposando

- La descrizione di un animale chiamato alces che popolerebbe il Nord Europa si trova già nel De bello gallico di Giulio Cesare. Le caratteristiche attribuitegli, "una taglia un po' superiore a quella delle capre" e un mantello "con più sfumature di colore", fanno tuttavia supporre che, viste le sue dimensioni, questa descrizione si riferisca ad un altro animale, forse la renna, all'epoca probabilmente ancora presente nel nord della Gallia e della Germania. Del tutto fantasiosi e di origine probabilmente leggendaria sono poi alcuni caratteri, quali la presenza di zampe prive di articolazioni[4].

## Nella cultura di massa
- L'alce Bullwinkle J. Moose è protagonista assieme allo scoiattolo Rocket "Rocky" J. Squirrel del cartone animato Rocky e Bullwinkle.
- Rocco e Fiocco, personaggi dei film d'animazione Disney Koda, fratello orso e Koda, fratello orso 2 sono due fratelli alci.
- Nella serie animata dei I Simpson, il testimonial delle sigarette Laramie è un alce, chiamato "Alce mentolo".
- Nella serie animata di genere black humor Happy Tree Friends lo svampito personaggio di Lumpy è un alce.